# Allonemobius griseus
Allonemobius griseus är en insektsart som först beskrevs av Walker, E.M. 1904.  Allonemobius griseus ingår i släktet Allonemobius och familjen syrsor.

## Underarter
Arten delas in i följande underarter:
- A. g. funeralis
- A. g. griseus